# Вовк Дмитро Володимирович (чиновник)
Дмитро Володимирович Вовк (*1989, Київ) — голова Національної комісії, що здійснює державне регулювання у сферах енергетики та комунальних послуг (НКРЕКП) з 2015 до 2018 року. З 2019 році перебуває в міжнародному розшуку.

## Життєпис
Закінчив Київський торговельно-економічний університет.
- 2009-2013 — віце-президент з корпоративних фінансів компанії Інвестиційний капітал Україна (ICU), що належить голові НБУ Валерії Гонтаревій.

- З березня 2013 по грудень 2014 року — національний менеджер в кондитерській компанії «Рошен» Петра Порошенка в Москві.[1]

- 30 грудня 2014 року призначено тимчасово виконуючим обов'язки Голови Національної комісії, що здійснює державне регулювання у сферах енергетики та комунальних послуг.[2][3]
- червень 2015 року призначено Головою Національної комісії, що здійснює державне регулювання у сферах енергетики та комунальних послуг.
- 30 травня 2018 року указом Президента Порошенка Вовка звільнено з посади голови Національної комісії, що здійснює державне регулювання у сфері енергетики і комунальних послуг[4]

## НКРЕКП
Вовк очолював Національну комісію, що здійснює державне регулювання у сферах енергетики та комунальних послуг з 30 грудня 2014 року по 30 травня 2018 року. 2016 року комісія прийняла формулу «Роттердам+», що визначала гуртові ринкові ціни на електроенергію. Ця формула враховувала ціну на вугілля та вартість його доставки із портів Європи до України. Згідно висновків деяких аналітиків, призвело до росту ціни на електроенергію на внутрішньому ринку України. За даними НАБУ, внаслідок цього Україна зазнала збитків на 19 млрд грн. (інформація не підтверджена посиланням та/або судовим рішенням. Щодо судових позовів та критики формули "Роттердам+" у медіа-ресурсах див. відповідну статтю).
У квітні 2019-го Дмитро вилетів з України до Бельгії, і з того часу не повертався. 20 серпня його було оголошено в міжнародний розшук.
11 листопада Апеляційна палата Вищого антикорупційного суду заочно заарештувала Дмитра Вовка.
25 листопада адвокат Дмитра Ірина Одинець заявила, що дані про міжнародний розшук Вовка не відповідають дійсності.